# Puente Avíos
Puente Avíos o Puente-Avíos es una localidad del municipio de Suances, Cantabria, España.

## Geografía
Está situado a una altitud de 120 metros y a 5 kilómetros de la capital municipal.

## Fiestas
- Virgen del Rosario, último sábado de agosto.

## Patrimonio
- Iglesia parroquial bajo la advocación de San Andrés.
- Casa y capilla de Quirós (siglo XVIII), mal conservada.
- Necrópolis, en la que se hallaron restos humanos y cerámica de época medieval.